# Mariano Ospina Rodríguez
Pour les articles homonymes, voir Ospina.
Mariano Ospina Rodríguez, né le 18 octobre 1805 à Guasca et mort le 11 janvier 1885 à Medellín, est un homme d'État, journaliste et avocat colombien, fondateur du parti conservateur et premier président de la Confédération grenadine entre 1857 et 1861.
D'abord considéré comme modéré, il est nommé en 1841, Secrétaire de l'intérieur et aux relations extérieures par le président Pedro Alcántara Herrán. À ce titre, il participe activement à la rédaction de la nouvelle constitution de 1843.
Député de l'Assemblée de la province d'Antioquia en 1835, 1837, 1853, 1856, 1873 et 1875, il est également Gouverneur de la province de Santafé de Bogota à trois reprises de 1847 à 1849. Secrétaire aux Affaires dans le gouvernement de la République de Nouvelle-Grenade sous la présidence de Herrán de 1841 à 1843, il devient par la suite un fervent opposant au parti libéral. En 1849, il fonde le parti conservateur qui devient la principale force d'opposition du pays. 
Candidat à l'élection présidentielle de 1849, il est finalement élu président de la République de Nouvelle-Grenade en avril 1857. L'année suivante est instituée une assemblée constituante à majorité conservatrice qui rédige une nouvelle constitution en adéquation avec la nouvelle organisation. Le pays est renommé en Confédération grenadine (espagnol : Confederación Granadina), le poste de vice-président est supprimé et le suffrage universel direct est adopté tandis que le président est élu pour 4 ans par le Congrès. Cette nouvelle organisation affaiblit sensiblement le pouvoir central et n'empêche pas les conflits entre les États.

## Famille
Les descendants de Mariano Ospina Rodríguez feraient partie de l'une des familles les plus influentes de l'élevage colombien, de la production de café, de la politique et du monde universitaire à la fin du XIXe et dans la première moitié du XXe siècle, à commencer par ses fils Tulio Ospina, historien, et Pedro Nel Ospina, ministre de la Guerre de Colombie puis président de la République. 

## Carrière politique
En tant que secrétaire de Cordová, Ospina était chargée de préparer les lettres envoyées à José Antonio Páez et Simón Bolívar, dans lesquels il a exigé des changements d'orientation politique. Après la mort de Córdova, il se cacha à Santa Rosa jusqu'en 1830, date à laquelle la province d'Antioquia fut créée en tant que département, au gouvernement duquel il participa en tant que secrétaire. 
Il a occupé plusieurs fois la députation à la Chambre d'Antioquia, ainsi que celle du Congrès national. Le président Pedro Alcántara Herrán le nomma secrétaire de l'intérieur et des relations extérieures en 1841. Il a participé à l'élaboration du nouveau programme mis en œuvre sous cette administration, ainsi qu'à l'élaboration de la Charte constitutionnelle de 1843. Par la suite, il est gouverneur d'Antioquia . 
Le Parti conservateur fut fondé en 1849 par Mariano Ospina Rodríguez et José Eusebio Caro (es) qui s'opposaient au nouveau Parti libéral colombien trop proche du président Tomás Cipriano de Mosquera. Ce nouveau parti rassemble les anciens Libéraux ministériels et les proches de l'oligarchie terrienne ainsi que la hiérarchie de l'Église catholique. Le programme du parti est publié le 4 octobre 1849 dans le quotidien La Civilización. Il y défend une organisation centralisée de la République. L'opposition entre conservateurs et libéraux conduira régulièrement la Colombie à la guerre civile.

## Président de la Confédération

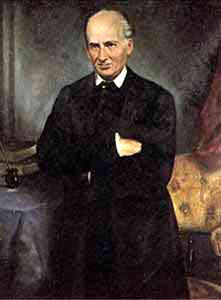
Portrait d'Ospina.

La structure centraliste implantée en République de Nouvelle-Grenade à la suite de l'adoption de la constitution de 1843 est rapidement secouée par les visées séparatistes de certaines régions du pays, en particulier celles qui sont loin de la capitale comme la province de Panama.
La réforme constitutionnelle de 1853 introduit le fédéralisme dans le pays et le 27 février 1855 le premier État fédéral est créé : Panama. Suivent dans cette voie les États d'Antioquia le 11 juin 1856 et Santander le 13 mai 1857. Afin d'éviter l'éclatement du pays, le Congrès adopte la loi du 15 juin 1857 qui crée les États de Bolívar, Boyacá, Cauca, Cundinamarca et Magdalena (l'État de Tolima sera créé le 12 juillet 1861 par la sécession d'une partie de l'État de Cundinamarca).
Élu à la présidence, Ospina entame des négociations ainsi que plusieurs réformes pour l'élaboration d'un nouveau régime. 
En 1858 est instituée une assemblée constituante à majorité conservatrice qui renomme le pays en Confédération grenadine (espagnol : Confederación Granadina) et rédige une nouvelle constitution plus fédérale. Le poste de vice-président est supprimé et le suffrage universel direct est adopté tandis que le président est élu pour 4 ans par le Congrès.
Cette nouvelle organisation affaiblit sensiblement le pouvoir central et n'empêche pas les conflits entre les États. L'intervention du gouvernement central dans les domaines de compétence des États provoque de nombreuses querelles avec les libéraux qui estiment que les États manquent encore d'autonomie.
La guerre civile colombienne de 1860-1862 voit s'affronter militairement les partis conservateur et libéral. Les premiers souhaitent un État centralisé fort et un grand pouvoir pour l'Église tandis que les seconds souhaitent un État fédéral laissant un grand pouvoir aux États fédérés et une mise à l'écart de l'Église dans les affaires de l'État.

## Fin de mandat et retraite

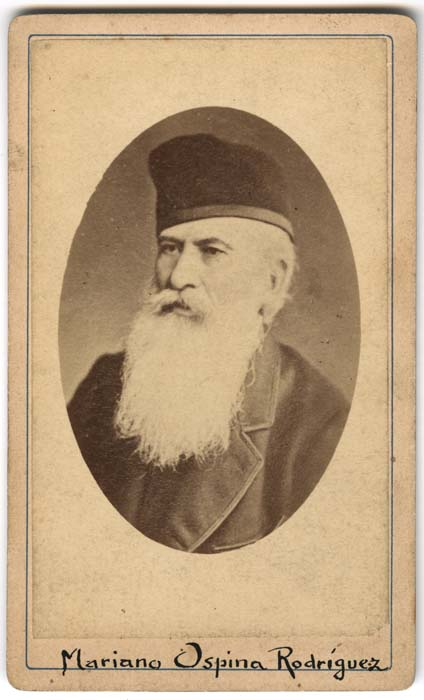
Ospina dans les dernières années de sa vie.

En 1861, le mandat d'Ospina s'achève le 1er avril. Le général Tomás Cipriano de Mosquera (ancien président de la République de Nouvelle-Grenade entre 1845 et 1849 et chef de file des libéraux) déclare la sécession de l'État du Cauca, le plus vaste des États fédérés, et la guerre au gouvernement de la Confédération grenadine afin d'augmenter le pouvoir du Cauca au sein de la confédération. Le 18 juillet 1861, Mosquera prend Bogota et se déclare président provisoire. L'un de ses premiers actes est de renommer le pays en États-Unis de Nouvelle-Grenade (espagnol : Estados Unidos de Nueva Granada), nom abandonné en novembre de la même année pour celui d'États-Unis de Colombie (espagnol : Estados Unidos de Colombia).
Ospina a fui après la défaite de ses troupes vers Antioquia, mais a été fait prisonnier avec son frère Pastor. 
Ils ont été condamnés à mort, mais grâce à l'intervention du général Santos Gutiérrez, la peine a été modifiée en emprisonnement dans les caveaux de Bocachica à Carthagène. De là, il réussit à s'échapper au Guatemala, où il resta jusqu'en 1871, date à laquelle il retourna à Medellín. 
Mariano Ospina mourut à Medellín le 11 janvier 1885, à l'âge de 79 ans, laissant ses deux fils aînés Tulio et Pedro Nel responsables du patrimoine familial et à qui il laisse son héritage politique. 